# Leonid (Antoščenko)
Svatý Leonid (světským jménem: Lavrentij Jevtichijevič Antoščenko; 18. srpna 1872, Malaja Nikolajevka – 7. ledna 1938, Joškar-Ola) byl ukrajinský pravoslavný duchovní Ruské pravoslavné církve, biskup marijský a vikarijní biskup gorkovské eparchie, mučedník.

## Život
Narodil se 18. srpna 1872 ve vesnici Malaja Nikolajevka v Bachmutském ujezdu Jekatěrinoslavské gubernie (nyní Bachmutský rajón, Doněcká oblast, Ukrajina).
Dne 30. května 1896 vstoupil do Trojicko-sergijevské lávry, kde 26. května 1896 se stal poslušníkem.
Dne 30. července 1904 byl převeden do monastýru Čudov v Moskvě. Dne 8. srpna 1905 byl postřižen na monacha se jménem Leonid.
Dne 16. října 1905 byl rukopoložen na hierodiakona. V monastýru zpíval na klirosu, spravoval biskupské komnaty a později sloužil jako pokladník.
Dne 26. března 1910 byl jmenován vedoucím Petrohradského podvorje Ruské duchovní misie v Pekingu.
Dne 10. dubna 1910 byl rukopoložen na jeromonacha.
Roku 1911 byl jmenován vedoucím stavby chrámu a přilehlých budov Pekingské misie v Petrohradu, která byla roku 1914 dokončena.
Od prosince 1912 byl uciletem Zákona Božího ve farní škole na podvorje misie v Petrohradu, vedl pastorační rozhovory a zabýval se církevním zpěvem. Byl zde vybudován sirotčinec pro čínské děti studující v Petrohradu, pěvecká škola či sklad knih s čínskými knihami.
Během 1. světové války byl pověřen stavbou chrámu ve městě Charbin.
Po Říjnové revoluci a Ruské občanské válce bylo přerušeno spojení mezi pekingskou misií a petrohradským podvorje. Tím ztratil také pověření nad stavbou chrámu v Charbinu.
Roku 1919 byl povýšen na archimandritu.
Ve stejném roce bylo podvorje zrušeno, stalo se farou a otec Leonid se stal představeným farního chrámu.
Roku 1922 byl poprvé zatčen Sjednocenou státní politickou správou OGPU a strávil jeden měsíc ve vězení.
Roku 1927 byl Svatým synodem zvolen biskupem pereslavským a vikarijním biskupem vladimirské eparchie. Dne 26. června 1927 proběhla jeho biskupská chirotonie.
Dne 1. února 1930 byl zatčen a odsouzen řadou OGPU k pěti letům vězení. Byl poslán do Piňugského lágru v Kirovské oblasti. Pracoval na stavbě podloží pro železnici mezi Piňugem a Syktyvkarem. Biskup Leonid sloužil tajně svým spoluvězňům jako biskup, zpovídal a rozdával Svaté přijímání zaslané z Moskvy arcibiskupem Varfolomejem (Removem). V pracovním táboře postřihnul na monacha budoucího archimandritu Sergija (Saveljeva).
Dne 3. dubna 1932 byl znovu zatčen a vyhoštěn do Balachny.
V září 1932 se stal biskupem alexandrovským a vikarijním biskupem vladimirské eparchie.
Roku 1933 byl vyhoštěn do Sengileje.
Dne 10. prosince 1934 byl propuštěn z exilu.
Dne 17. ledna 1935 byl ustanoven biskupem kungurským a vikarijním biskupem permské eparchie. Poté byl ustanoven sverdlovskou katedru. Na tyto útvary však nebyl puštěn.
V březnu 1937 se stal biskupem marijským a vikarijním biskupem gorkovské eparchie.
Dne 21. prosince 1937 byl zatčen a obviněn z kontrarevoluční činnosti a založení fašistické církevní organizace. Byl vězněn ve věznici v Joškar-Ola. Svou vinu nepřiznal. Dne 29. prosince byl Trojkou NKVD odsouzen k trestu smrti zastřelením. Rozsudek byl vykonán 7. ledna 1938.

## Kanonizace
Dne 17. července 2002 byl Svatým synodem svatořečen jako mučedník a zařazen do Sboru všech novomučedníků a vyznavačů ruských.